# Уилям Линч
Капитан Уилям Линч (на английски: William Lynch; 1742 – 1820) е плантатор от Вирджиния, за когото си смята, че е източник на термините „Закон на Линч“ и „линчуване“. Твърди се, че изнася прословутата „реч на Линч“ през 1712 г., но датата на речта предхожда раждането му с 30 г.
Терминът „Закон на Линч“ е използван през 1782 г. от бележития гражданин на Вирджиния Чарлс Линч. Чрез него той описва действията, които предприема против привържениците на английския крал по време на Американската война за независимост. Заподозрените получавали процес в неофициален съд. Признатите за виновни били обесвани, губели имущество и др.
През 1811 г. капитан Уилям Линч претендира, че фразата „Закон на Линч“ всъщност е произлязла от споразумение между него и съседите му от Питсилвания за одобрението на тяхно собствено право, независимо от официалните власти. Според American National Biography:
| „ | Текстът за който се претендира, че е споразумението от Питсилвания, е напечатан по-късно в Southern Literary Messenger. Дори съюзът в Питсилвания да е бил сформиран изобщо, то е бил толкова незначителен, сравнен с известното потискане на бунта в Югозападна Вирджиния, че употребата на израза от Чарлс Линч изглежда по-вероятно произхождащо от неговите дейстия, не от тези на Уилям Линч. | “ |